# Фламенго (станция метро)
Фламенго (порт. Estação Flamengo) — пересадочная станция линий 1 и 2 метрополитена Рио-де-Жанейро. Станция располагается в одноимённом районе — Фламенго. Открыта в 1981 году.
Станция обслуживает до 29 000 пассажиров в день.

## Платформы
- Боковая платформа (Зона Север) (Plataforma lateral (Zona Norte)): Линия 1 (Саэнс-Пенья)
- Центральная платформа (Зона Север) (Plataforma central (Zona Norte)): Линия 2 (Павуна)
- Центральная платформа (Зона Юг) (Plataforma central (Zona Sul)): Линия 1 (Ипанема/Женерал-Озориу)

## Окрестности
- Парк Фламенго